# Gustavo Noguera
Gustavo David Noguera Domínguez; (n. Santa Elena, Paraguay, 7 de noviembre de 1987) es un futbolista paraguayo. Juega como defensor lateral derecho y su equipo actual es el Rubio Ñu de la Segunda División de Paraguay.

## Clubes
| Club               | País      | Año         |
| ------------------ | --------- | ----------- |
| Libertad           | Paraguay  | 2007        |
| 2 de Mayo          | Paraguay  | 2008        |
| Libertad           | Paraguay  | 2009        |
| Sol de América     | Paraguay  | 2010        |
| Sportivo Luqueño   | Paraguay  | 2010        |
| Nacional           | Paraguay  | 2011 - 2012 |
| Tacuary            | Paraguay  | 2012        |
| Cerro Porteño (PF) | Paraguay  | 2013        |
| Olimpia            | Paraguay  | 2014        |
| Quilmes            | Argentina | 2015 - 2016 |
| Deportivo Capiatá  | Paraguay  | 2016 - 2019 |
| General Díaz       | Paraguay  | 2020        |
| Sol de América     | Paraguay  | 2020        |
| Rubio Ñu           | Paraguay  | 2021        |